# Hamburgs senat

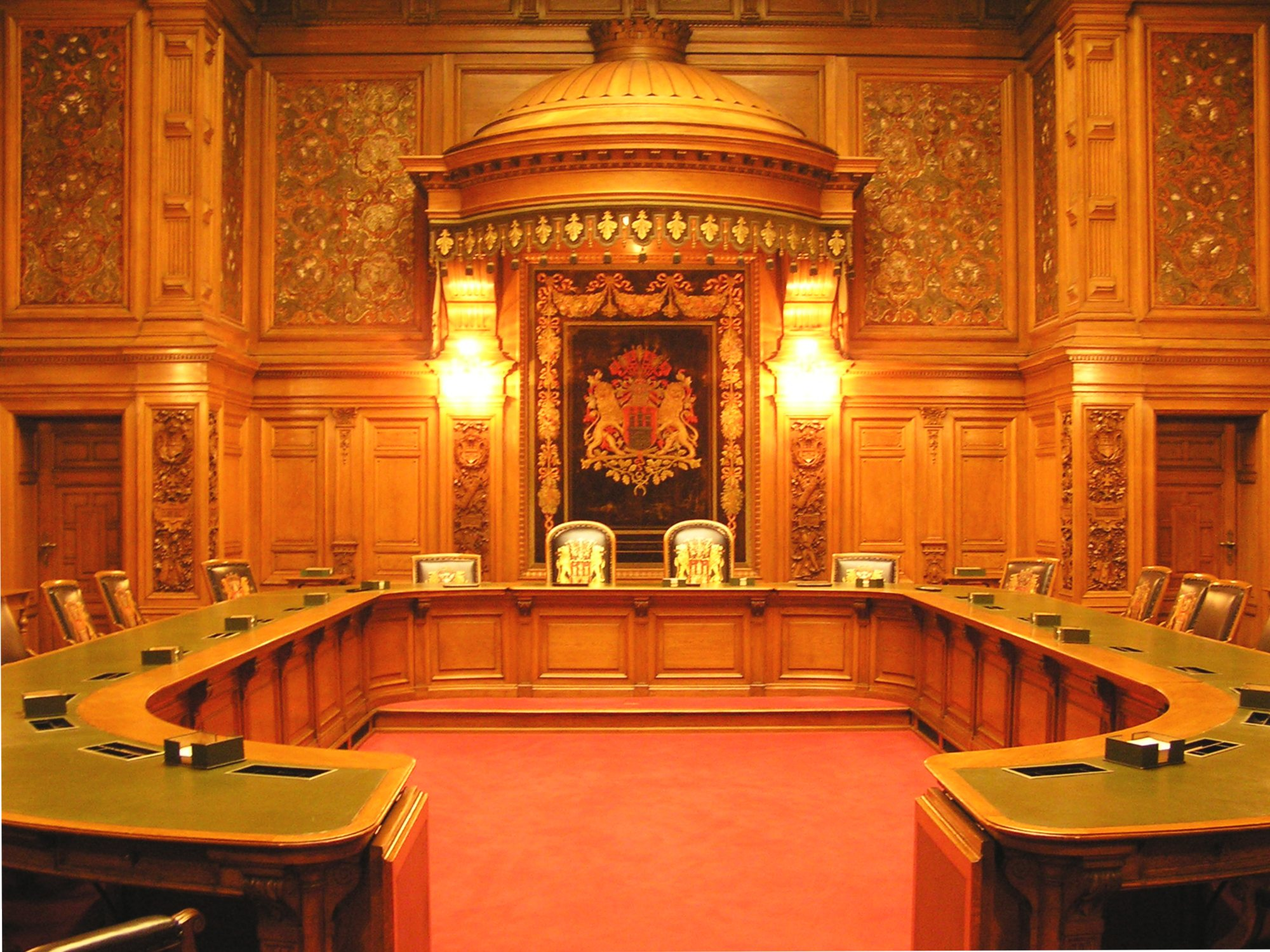
Senatens sammanträdessal i Hamburgs rådhus.

Hamburgs senat, tyska Senat der Freien und Hansestadt Hamburg, är staden och förbundslandet Hamburgs högsta beslutande organ. Förste borgmästaren leder senaten, som består av 11 ledamöter. Senatorerna i Hamburg kan jämföras med ministrarna i andra tyska delstater.
Senaten i Hamburg har rötter som går tillbaka till 1216, men dagens senat bygger på delstatsförfattningen från 1952. Den håller sina möten i senatshallen i Hamburgs rådhus.